# Turniej o Złoty Kask 2012
Turniej o Złoty Kask 2012 – cykl zawodów żużlowych, organizowanych corocznie przez Polski Związek Motorowy. W sezonie 2012 rozegrano cztery turnieje ćwierćfinałowe, dwa półfinały oraz finał, w którym zwyciężył Piotr Pawlicki.

## Finał
- Gorzów Wielkopolski, 5 maja 2012
- Sędzia: Krzysztof Meyze

| Msc. | Zawodnik             | Klub         | Pkt   |             |  |
| ---- | -------------------- | ------------ | ----- | ----------- |  |
| 1    | Piotr Pawlicki       | Leszno       | 12 +3 | (2,2,3,2,3) |  |
| 2    | Grzegorz Zengota     | Częstochowa  | 12 +2 | (3,2,3,3,1) |  |
| 3    | Przemysław Pawlicki  | Leszno       | 11 +3 | (1,3,1,3,3) |  |
| 4    | Krzysztof Kasprzak   | Gorzów Wlkp. | 11 +2 | (3,3,1,2,2) |  |
| 5    | Rafał Okoniewski     | Rzeszów      | 11 +1 | (2,3,2,1,3) |  |
| 6    | Piotr Protasiewicz   | Zielona Góra | 11 +0 | (3,2,3,3,0) |  |
| 7    | Patryk Dudek         | Zielona Góra | 10    | (3,2,1,2,2) |  |
| 8    | Krzysztof Buczkowski | Bydgoszcz    | 10    | (2,3,2,1,2) |  |
| 9    | Grzegorz Walasek     | Rzeszów      | 7     | (2,1,0,3,1) |  |
| 10   | Dawid Stachyra       | Lublin       | 6     | (0,1,3,2,0) |  |
| 11   | Sebastian Ułamek     | Wrocław      | 5     | (0,1,2,1,1) |  |
| 12   | Mirosław Jabłoński   | Częstochowa  | 5     | (1,1,1,0,2) |  |
| 13   | Łukasz Jankowski     | Zielona Góra | 4     | (1,0,d,0,3) |  |
| 14   | Rune Holta           | Zielona Góra | 3     | (1,0,0,1,1) |  |
| 15   | Daniel Jeleniewski   | Lublin       | 2     | (0,d,2,0,0) |  |
| 16   | Robert Miśkowiak     | Lublin       | 0     | (w,0,0,0,0) |  |

Bieg po biegu:
1. Dudek, Okoniewski, Holta, Ułamek
2. Zengota, Walasek, Prz.Pawlicki, Jeleniewski
3. Ksprzak, Pi.Pawlicki, Jabłoński, Stachyra
4. Protasiewicz, Buczkowski, Jankowski, Miśkowiak (w)
5. Okoniewski, Zengota, Jabłoński, Miśkowiak
6. Prz.Pawlicki, Protasiewicz, Stachyra, Holta
7. Buczkowski, Pi.Pawlicki, Ułamek, Jeleniewski (d)
8. Kasprzak, Dudek, Walasek, Jankowski
9. Pi.Pawlicki, Okoniewski, Prz.Pawlicki, Jankowski (d)
10. Zengota, Buczkowski, Kasprzak, Holta
11. Protasiewicz, Ułamek, Jabłoński, Walasek
12. Stachyra, Jeleniewski, Dudek, Miśkowiak
13. Protasiewicz, Kasprzak, Okoniewski, Jeleniewski
14. Walasek, Pi.Pawlicki, Holta, Miśkowiak
15. Zengota, Stachyra, Ułamek, Jankowski
16. Prz.Pawlicki, Dudek, Buczkowski, Jabłoński
17. Okoniewski, Buczkowski, Walasek, Stachyra
18. Jankowski, Jabłoński, Holta, Jeleniewski
19. Prz.Pawlicki, Kasprzak, Ułamek, Miśkowiak
20. Pi.Pawlicki, Dudek, Zengota, Protasiewicz
21. Bieg dodatkowy o 3.miejsce: Prz.Pawlicki, Kasprzak, Protasiewicz, Okoniewski
22. Bieg dodatkowy o 1.miejsce: Pi.Pawlicki, Zengota